# 似阴暗隙蛛
似阴暗隙蛛（学名：Coelotes subluctuosus）为暗蛛科隙蛛属的动物。在中国大陆，分布于山东等地。该物种的模式产地在山东泰山。